# Sierra W802
Sierra w802 — друге покоління WiMAX / CDMA-мобільного точки доступу від Sierra Wireless. Також відомий як Overdrive Pro 3G / 4G Mobile Hotspot, який спочатку випускався для ринку США.

## Загальна інформація про розробника
Канадська компанія Sierra Wireless, заснована в 1993 році і є одним зі світових лідерів в розробці рішень для бездротової передачі даних, бездротових модемів для мобільних комп'ютерів і М2М, провідний розробник і виробник продуктів на основі новітніх технологій 3G, GSM / GPRS / EDGE, Ethernet і WLAN. Sierra Wireless — ключовий постачальник на ринку провідних мобільних мережевих операторів, а також — виробників обладнання для мобільних комп'ютерів, мережевої і промислової автоматизації та енергетичного сегменту ринку. Посідає перше місце на ринку бездротових технологій Північної Америки.
Після придбання Wavecom компанія SierraWireless стала компанією номер один на ринку GSM-продукції для M2M-додатків. Прибуток об'єднаної компанії склав 800 млн доларів.
Лінійка продуктів компанії Sierra Wireless включає в себе як високонадійні термінали і роутери для індустріальних застосувань, так і пристрої споживчого класу: 3G / USB-модеми і PCMCI-карти для ноутбуків.
Високі технічні параметри продуктів SierraWireless гарантуються застосуванням мікросхем Qualcomm — провідного розробника електронних компонентів для мереж третього покоління і власника величезного числа патентів в цій області. M2M-термінали AirLink можуть застосовуватися в відповідальних додатках, таких як громадська безпека і потенційно небезпечні виробництва. Продукти SierraWireless дають розробникам нових систем надійну апаратну і програмну платформу для досягнення безпрецедентно високих швидкостей передачі даних.

## Зовнішній вигляд
Корпус модему виконаний з софт-тач пластику чорного кольору. Вага пристрою складає 127 грам, а габаритні розміри 6,7 см на 6,7 см. Пристрій оснащений РК дисплеєм, який відображає необхідну інформацію.

## Функціональність дисплея
Sierra w802 забезпечена кольоровим дисплеєм з роздільною здатністю 128х128 пікселів.

### Опції, що відображаються на екрані
- стан батареї;

- кількість завантаженого і переданого трафіку;

- кількість підключених користувачів;

- рівень сигналу мережі;

- логін і пароль мережі;

## Принцип роботи і функціональність
Окрім індикації на дисплеї, пристрій повідомляє про різні події додатковим звуковим сигналом. При бажанні звукову індикацію можна відключити спеціальною кнопкою, яка розташована на корпусі пристрою. При короткочасному подвійному натисканні можна отримати розгорнуту інформацію про стан батареї, мережі, використання трафіку та інше.

## Операційна система
Модеми Sierra мають операційну систему, побудовану на базі Linux. Зміни налаштування назви Wi-Fi мережі, пароля, а також яскравості екрану проходить через вебінтерфейс.

## Додаткова комплектація
- Слот під MicroSD карти, а також вихід для антени Wi-Fi для збільшення зони дії Wi-Fi мережі

- Вбудований акумулятор 1800мАг, завдяки якому можна знаходиться в автономному режимі (без підключення живлення) в мережі інтернет до 5 годин